# Keego Harbor
Keego Harbor – miasto w Stanach Zjednoczonych, w stanie Michigan, w hrabstwie Oakland.